# Tritylgroep

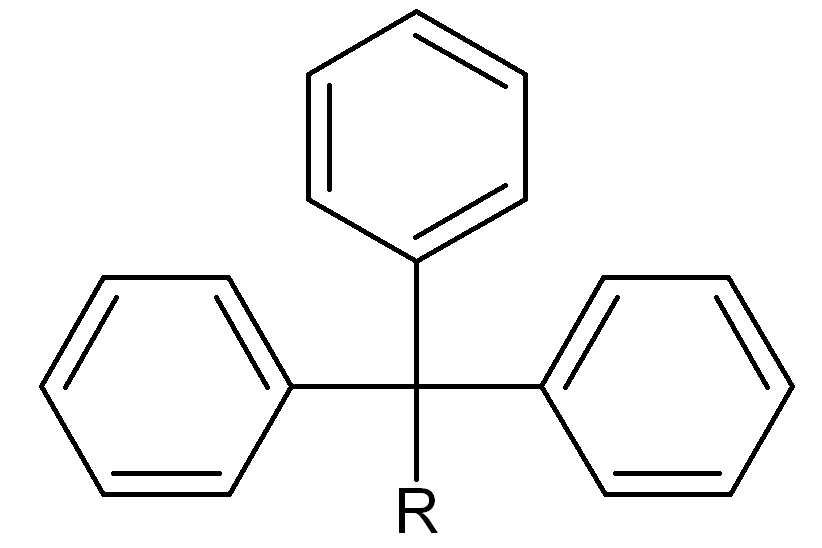
Structuurformule van een tritylgroep.

Een tritylgroep of trifenylmethylgroep  is een functionele groep, bestaande uit een centraal koolstofatoom, waarop 3 benzeenringen zijn verbonden. De overblijvende binding wordt ingenomen door een willekeurige R-groep. De molecuulformule van een tritylgroep is C(C6H5)3-R. De tritylgroep wordt gebruikt voor de selectieve bescherming van primaire alcoholen. Formeel is de functionele groep afgeleid van de stamverbinding trifenylmethaan.